# Laura Camargo Fernández
Laura Camargo Fernández   (Madrid, 11 de març de 1974) és una filòloga i política espanyola, diputada al Parlament de les Illes Balears en la IX legislatura.
El 2004 es doctorà en filologia hispànica (especialitat en Lingüística) per la Universitat d'Alcalá de Henares. Les seves línies de recerca són la pragmàtica, la sociolingüística i l'anàlisi de la conversa. És professora de llengua i literatura espanyoles a la Universitat de les Illes Balears. Ha escrit articles per a diverses publicacions.
Es va presentar a les eleccions al Parlament de les Illes Balears de 2011 dins la candidatura unitària anticapitalista Dissidents, però no fou escollida. En 2014 ingressà a Podem, qui la va posar com a número 4 a les llistes de Mallorca per a les eleccions al Parlament de les Illes Balears de 2015. Fou secretària de la comissió d'hisenda i pressupostos del Parlament Balear.